# Elezioni parlamentari in Kosovo del 2001
Le elezioni presidenziali in Kosovo del 2001 si tennero il 17 novembre.

## Risultati
| Liste                                             | Voti    | %     | Seggi |
| ------------------------------------------------- | ------- | ----- | ----- |
| Lega Democratica del Kosovo                       | 359 851 | 45,65 | 47    |
| Partito Democratico del Kosovo                    | 202 622 | 25,70 | 26    |
| Coalizione "Ritorno"                              | 89 388  | 11,34 | 22    |
| Alleanza per il Futuro del Kosovo                 | 61 688  | 7,83  | 8     |
| Coalizione Vakat                                  | 9 030   | 1,15  | 4     |
| Movimento Nazionale per la Liberazione del Kosovo | 8 725   | 1,11  | 1     |
| Partito Democratico Turco del Kosovo              | 7 879   | 1,00  | 3     |
| Partito Democratico Albanese del Kosovo           | 7 701   | 0,98  | 1     |
| Partito della Giustizia                           | 4 504   | 0,57  | 1     |
| Movimento Popolare del Kosovo                     | 4 404   | 0,56  | 1     |
| Nuova Iniziativa Democratica del Kosovo           | 3 976   | 0,50  | 2     |
| Partito Liberale del Kosovo                       | 3 600   | 0,46  | –     |
| Partito Democratico Ashkali del Kosovo            | 3 411   | 0,43  | –     |
| Partito d'Azione Democratica                      | 2 906   | 0,37  | 1     |
| Partito del Fronte Nazionale Albanese             | 2 881   | 0,37  | –     |
| Partia Rome e Bashkuar e Kosovës                  | 2 717   | 0,34  | 1     |
| Partito del Centro Liberale del Kosovo            | 2 403   | 0,30  | –     |
| Partito Verde del Kosovo                          | 2 325   | 0,29  | –     |
| Altri <0,25%                                      | 8 292   | 1,05  | –     |
| Totale                                            | 788 303 | 100   | 120   |